# Форстер, Фрейзер
Фре́йзер Джера́рд Фо́рстер (англ. Fraser Gerard Forster; родился 17 марта 1988 года в Хексеме, Нортамберленд, Англия) — английский футболист, вратарь.

## Клубная карьера

### Ранние годы
Форстер родился 17 марта 1988 года в английском городке Хексем графства Нортумберленд. Детство Фрейзера прошло в Ньюкасл-апон-Тайне, там же он окончил местную Королевскую гимназию (англ. Royal Grammar School).
Первые шаги Форстера в качестве футболиста прошли в его бытность учащимся — он выступал за различные команды Ньюкасл-апон-Тайна: «Стоксфилд», «Ньюборн», «Уоллсенд», также представлял сборную школ города на внутрианглийских соревнованиях средних учебных заведений.

### «Ньюкасл Юнайтед»
В 2004 году 16-летний голкипер был замечен скаутами клуба «Ньюкасл Юнайтед», которые и пригласили Фрейзера продолжить своё спортивное образование в Академии «сорок». Поиграв два года за молодёжные команды «чёрно-белых», летом 2006 года Форстер подписал с коллективом из графства Тайн и Уир свой первый профессиональный контракт.
Но пробиться в основной состав для молодого вратаря была очень тяжело — его конкурентами на «пост номер один» были многоопытные Шей Гивен и Стивен Харпер. Поэтому Форстер был вынужден довольствоваться лишь ролью третьего голкипера «сорок», ещё два года проведя в качестве вратаря резервной команды.

### «Стокпорт Каунти»
Летом 2008 года Фрейзер попросил руководство «Ньюкасла» отдать его в аренду для обретения необходимой игровой практики. Клуб с пониманием отнёсся к пожеланию футболиста, и 2 октября Форстер по месячному ссудному соглашению перебрался в команду «Стокпорт Каунти».
Первую игру за новый коллектив голкипер сыграл 7 октября — в тот день соперником «Каунти» был «Бери». Матч был проведён в рамках розыгрыша Трофея Футбольной Лиги. Фрейзер пропустил один гол, который стал единственным в этом поединке: «Стокпорт» проиграл с минимальным счётом — 0:1. Через четыре дня Форстер дебютировал во встрече Первой лиги в поединке, где его клуб встречался с «Саутенд Юнайтед».
1 ноября, по окончании срока аренды вратарь вернулся в расположение «Ньюкасла». Всего за «Стокпорт» Форстер отыграл семь игр, три из которых он провёл, оставив свои ворота в неприкосновенности.

### «Бристоль Роверс»
Вторую половину сезона 2008/09 Фрейзер отыграл за дублирующую команду «Ньюкасла». 31 июля 2009 года вратарь вновь был отдан в аренду — новым временным работодателем Форстера стал «Бристоль Роверс».
За «пиратов» голкипер провёл четыре игры. После этого «Бристоль» обратился к руководству «Ньюкасла» с просьбой о продлении срока ссуды Фрейзера. «Сороки» ответили «Сити» отказом, так как они уже договорились с клубом «Норвич Сити» о последующей аренде футболиста. Главный тренер «Бристоля», Пол Троллоп, заявил, что «очень разочарован таким положением дел», так как он ожидал от Форстера «блестящей игры за свой клуб в сезоне».

### «Норвич Сити»
28 августа 2009 года Фрейзер перешёл по арендному месячному соглашению в «Норвич Сити». Наставник «канареек», Пол Ламберт, на официальном представлении игрока рассказал, что внимательно следил за выступлениями голкипера за «Стокпорт Каунти» и «Бристоль», поэтому и настоял на приглашении Форстера в норфолкский коллектив.
29 августа голкипер, отыграв в поединке против «Хартлпул Юнайтед», дебютировал в официальном матче за «Норвич Сити».
20 ноября пресс-служба «канареек» распространила информацию, что арендное соглашение с «Ньюкаслом» по Форстеру продлено до конца сезона 2009/10. Пролонгация ссуды также подразумевала под собой разрешение «сорок» играть вратарю в кубковых встречах «Норвича».
В ноябре 2009 года за свою самоотверженную игру в воротах клуба Форстер был удостоен звания «Игрока месяца» по версии болельщиков «Сити».
Сезон «Норвич» закончил триумфально, уверенно заняв первое место в турнирной таблице второго по значимости английского дивизиона первое место, тем самым завоевав право выступать в Чемпионшипе в следующем футбольном году. Во многом это стало возможным благодаря отличным действиям молодого голкипера — в 50 % матчей, в которых он защищал ворота «канареек», соперники не смогли забить хотя бы один гол команде Фрейзера.
По итогам сезона одноклубники назвали Форстера «Игроком года в клубе».
Успехи Фрейзера были также отмечены футбольной общественностью Англии — он был награждён призом «Macron Golden Gloves Award», который вручается голкиперу, оставившему в неприкосновенности свои ворота самое большое количество матчей.
Наставник «Норвича», Пол Ламберт, в одном из интервью сказал:
Форстер — фантастический футболист. Несмотря на свой юный, по вратарским меркам, возраст, он поразил меня своей хладнокровностью. Можно с уверенностью сказать, что его вклад в наш триумф неоценим. Думаю, у Фрейзера есть всё, чтобы стать отличным голкипером и выступать в топ-клубе.

### «Селтик»
24 августа 2010 года Форстер отправился в очередную аренду — работодателем голкипера стал шотландский «Селтик». Ссудное соглашение было подписано до конца сезона 2010/11.
Через пять дней англичанин дебютировал в составе «кельтов» в поединке чемпионата Шотландии против «Мотеруэлла». Форстер неплохо провёл этот поединок, не позволив футболистам «сталеваров» провести ни одного мяча. Единственный гол во встрече забил игрок «бело-зелёных» Дэрил Мерфи — «Селтик» победил 1:0. 6 февраля 2011 года Фрейзер в матче дерби «Old Firm», в котором его команда в рамках Пятого раунда Кубка Шотландии встречалась со своими заклятыми врагами из «Рейнджерс», был удалён с поля за фол последней надежды против футболиста «джерс» Стивена Нейсмита. Сам матч закончился с ничейным результатом 2:2.
В целом сезон сложился для Форстера успешно — он был первым вратарём «Селтика» и помог ему завоевать серебряные медали чемпионата, достичь финала Кубка лиги и завоевать Кубок страны. Также Фрейзер и его сменщик Лукаш Залуска провели на двоих 23 «сухих» матча в Премьер-лиги, что стало новым клубным рекордом. Предыдущее достижение было датировано футбольным годом 2001/02. Всего за сезон Форстер сыграл 44 матча, пропустил 29 голов.
По окончании футбольного года «Селтик» попытался выкупить у «Ньюкасла» трансфер голкипера за 1,5 миллиона фунтов, но главный тренер «сорок» Алан Пардью категорически отверг это предложение, заявив что «Фрейзер не продаётся». Форстер регулярно появлялся на поле в предсезонных матчах «Юнайтед», сыграв во встречах против английских «Дарлингтона» и «Лидс Юнайтед», американского «Орландо Сити» и итальянской «Фиорентины». Также Фрейзер был включён в заявку на поединок первого тура английской Премьер-лиги сезона 2011/12, в котором «Ньюкасл» соперничал с лондонским «Арсеналом».
17 августа пресс-служба «сорок» подтвердила, что голкипер вновь был ссужен другому клубу — второй сезон подряд он проведёт в составе глазговского «Селтика».

### «Саутгемптон»
Летом 2014 года вернулся в Англию, подписав 8 августа четырёхлетний контракт с «Саутгемптоном».

### «Тоттенхэм»
После ухода из «Саутгемптона» в 2022 г. являлся резервным вратарем лондонского «Тоттенхэм Хотспур» до своего ухода в 2025 г.

### Клубная статистика
| Клуб                       | Сезон                      | Чемпионат | Чемпионат | Кубок | Кубок | Кубок Лиги | Кубок Лиги | Трофей Футбольной Лиги | Трофей Футбольной Лиги | Еврокубки | Еврокубки | Итого | Итого |
| Клуб                       | Сезон                      | Игры      | Голы      | Игры  | Голы  | Игры       | Голы       | Игры                   | Голы                   | Игры      | Голы      | Игры  | Голы  |
| -------------------------- | -------------------------- | --------- | --------- | ----- | ----- | ---------- | ---------- | ---------------------- | ---------------------- | --------- | --------- | ----- | ----- |
| Стокпорт Каунти            | 2008/09                    | 6         | −4        | —     | —     | —          | —          | 1                      | −1                     | —         | —         | 7     | −5    |
| Всего за «Стокпорт Каунти» | Всего за «Стокпорт Каунти» | 6         | −4        | 0     | 0     | 0          | 0          | 1                      | −1                     | 0         | 0         | 7     | −5    |
| Бристоль Роверс            | 2009/10                    | 4         | −3        | —     | —     | —          | —          | —                      | —                      | —         | —         | 4     | −3    |
| Всего за «Бристоль Роверс» | Всего за «Бристоль Роверс» | 4         | −3        | 0     | 0     | 0          | 0          | 0                      | 0                      | 0         | 0         | 4     | −3    |
| Норвич Сити                | 2009/10                    | 38        | −29       | 1     | −3    | —          | —          | 3                      | −2                     | —         | —         | 42    | −34   |
| Всего за «Норвич Сити»     | Всего за «Норвич Сити»     | 38        | −29       | 1     | −3    | 0          | 0          | 3                      | −2                     | 0         | 0         | 42    | −34   |
| Селтик                     | 2010/11                    | 36        | −22       | 4     | −2    | 4          | −5         | —                      | —                      | —         | —         | 44    | −29   |
| Селтик                     | 2011/12                    | 33        | −20       | 3     | −2    | 4          | −3         | —                      | —                      | 7         | −6        | 47    | −31   |
| Селтик                     | 2012/13                    | 34        | −33       | 0     | 0     | 0          | 0          | —                      | —                      | 12        | −14       | 46    | −47   |
| Селтик                     | 2013/14                    | 37        | −23       | 2     | -2    | 0          | 0          | —                      | —                      | 12        | −16       | 49    | −41   |
| Всего за «Селтик»          | Всего за «Селтик»          | 140       | −98       | 9     | −6    | 8          | −8         | 0                      | 0                      | 31        | −36       | 186   | −148  |
| Саутгемптон                | 2014/15                    | 11        | −5        | —     | —     | 3          | −3         | —                      | —                      | —         | —         | 12    | −8    |
| Всего за «Саутгемптон»     | Всего за «Саутгемптон»     | 9         | −5        | 0     | 0     | 3          | −3         | 0                      | 0                      | 0         | 0         | 12    | −8    |
| Всего за карьеру           | Всего за карьеру           | 197       | −139      | 10    | −9    | 11         | −11        | 4                      | −3                     | 31        | −36       | 251   | −198  |

(откорректировано по состоянию на 8 ноября 2014)

## Сборная Англии

### Матчи за сборную Англии
| № | Дата           | Место                                 | Оппонент   | Счёт | Голы | Соревнование      |
| 1 | 15 ноября 2013 | «Уэмбли», Лондон, Англия              | Чили       | 0:2  | −2   | Товарищеский матч |
| 2 | 7 июня 2014    | «Сан Лайф-стэдиум», Майами, США       | Гондурас   | 0:0  | 0    | Товарищеский матч |
| 3 | 18 ноября 2014 | «Селтик Парк», Глазго, Шотландия      | Шотландия  | 3:1  | −1   | Товарищеский матч |
| 4 | 26 марта 2016  | Олимпийский стадион, Берлин, Германия | Германия   | 3:2  | −1   | Товарищеский матч |
| 5 | 29 марта 2016  | «Уэмбли», Лондон, Англия              | Нидерланды | 1:2  | −2   | Товарищеский матч |
| 6 | 27 мая 2016    | «Стэдиум оф Лайт», Сандерленд, Англия | Австралия  | 2:1  | −1   | Товарищеский матч |

Итого: 6 матчей / 7 пропущенных голов; 3 победы, 1 ничья, 2 поражения.
(откорректировано по состоянию на 27 мая 2016)

### Сводная статистика игр/пропущенных голов за сборную
| Сборная          | Год              | Отборочные матчи ЧМ | Отборочные матчи ЧМ | Финальные матчи ЧМ | Финальные матчи ЧМ | Отборочные матчи ЧЕ | Отборочные матчи ЧЕ | Финальные матчи ЧЕ | Финальные матчи ЧЕ | Товарищеские матчи | Товарищеские матчи | Итого | Итого |
| Сборная          | Год              | Игры                | Голы                | Игры               | Голы               | Игры                | Голы                | Игры               | Голы               | Игры               | Голы               | Игры  | Голы  |
| ---------------- | ---------------- | ------------------- | ------------------- | ------------------ | ------------------ | ------------------- | ------------------- | ------------------ | ------------------ | ------------------ | ------------------ | ----- | ----- |
| Англия           | 2013             | —                   | —                   | —                  | —                  | —                   | —                   | —                  | —                  | 1                  | −2                 | 1     | −2    |
| Англия           | 2014             | —                   | —                   | —                  | —                  | —                   | —                   | —                  | —                  | 2                  | −1                 | 2     | −1    |
| Англия           | 2016             | —                   | —                   | —                  | —                  | —                   | —                   | —                  | —                  | 3                  | −4                 | 3     | −4    |
| Всего за карьеру | Всего за карьеру | 0                   | −0                  | 0                  | −0                 | 0                   | −0                  | 0                  | −0                 | 6                  | −7                 | 6     | −7    |

(откорректировано по состоянию на 27 мая 2016 года)

## Достижения

### Командные достижения
«Норвич Сити»
- Победитель Первой Футбольной лиги Англии: 2009/10

«Селтик»
- Чемпион Шотландии (2): 2011/12, 2012/13
- Обладатель Кубка Шотландии (2): 2010/11, 2012/13
- Финалист Кубка шотландской лиги (2): 2010/11, 2011/12

«Тоттенхэм Хотспур»
- Победитель Лиги Европы УЕФА: 2024/25

### Личные достижения
- Macron Golden Gloves Award: 2009/10
- Лучший игрок года «Норвич Сити» по версии игроков клуба: 2009/10